# Нассо (город, Миннесота)
Нассо (англ. Nassau) — город в округе Лак-ки-Парл, штат Миннесота, США. На площади 0,4 км² (0,4 км² — суша, водоёмов нет), согласно переписи 2002 года, проживают 83 человека. Плотность населения составляет 202,6 чел./км².
- Телефонный код города — 320
- Почтовый индекс — 56257
- FIPS-код города — 27-45016[1]
- GNIS-идентификатор — 0648430[2]